# Герхард Геземан
 Герхард Геземан  (Лихтенберг, 16. децембар 1888 — Бад Телц, 31. март 1948) је био њемачки cлависта, фолклориста, књижевни критичар и професор универзитета у Прагу.

## Биографија
Рођен је 1888. год. у Лихтенбергу у учитељској породици. По завршетку доктората германистике 1913. год. игнорисао је могућност да оде за професора универзитета у Лајпциг. У августу исте године умјесто тога отишао је у Београд и примио се за професора њемачког језика у Зрењанину, у циљу својих студија славистике.

## Први свјетски рат
Када је отпочео рат 1914. године. Геземан је уместо повратка у Немачку одабрао да остане у Србији и био болничар у Крагујевцу и Врању где је прележао пегави тифус. Касније професор Геземан се у пратњи медицинског особља прикључује српској војсци у повлачењу преко Албаније на Крф. Hа неутралној територији у Албанији, одлучује се на бјекство. Ову незгоду у његовом животу описао у својој књизи Бијег која се појавила на тржишту књига 1935. године.

## Научни рад
У периоду од 1922. до 1944. г. Герхард Геземан је предавао cлавистику на немачком универзитету у Прагу, прво као сарадник и 1924. као редовни професор. Професор Геземан 22 године посвећује већину својих студија и радова Српскохрватском језику фокусирајући се на дијалектологију пречана. У Сарајеву је 1937. био на челу експедиције која је фонографски биљежила народне пјесме.
Током Другог светског рата, велики дио личне библиотеке професора Геземана је уништен, изгубљени вриједни рукописи, што онемогућава истраживања отворениx питања у вези изношења вриједниx књижевниx материјала из Србије и пронађених Ерлангенскиx рукописа. У Прагу се налазе сачувани примјерци првих словенских новина на њемачком језику, "Исток и запад". Дио очуване личне архиве налази се у Минхену.

## Приватни живот
Био је муж Маге Магазиновић.